# Ethniki Odos 56
Die Ethniki Odos 56 (griechisch Εθνική Οδός 56 ‚Nationalstraße 56‘) ist eine rund 10 Kilometer lange Straßenverbindung in Griechenland. Sie verbindet Athen mit Piräus.

## Verlauf
Die als Piräus-Straße (Οδός Πειραιώς) bekannte Straße beginnt in Athen am Omonia-Platz und führt nach Südwesten als Panagi Tsaldari zum Abzweig der Iera Odos, an der Ausgrabungsstätte Kerameikos vorbei und über Gazi (Γκάζι) und den Abzweig der Petrou-Ralli-Straße sowie an den Orten Tavros (Ταύρος), Moschato (Μοσχάτο) und nach Kreuzung der Autobahn Aftokinitodromos 1 (ohne Anschlussstelle) Neo Faliro (Νέο Φάληρο) vorbei nach Piräus (Πειραιάς), wo sie am Hafen endet.